# Stranka za pravičnost in razvoj (Turčija)
Stranka za pravičnost in razvoj (turško Adalet ve Kalkınma Partisi, turška izgovarjava: [adaːˈlet ve kaɫkɯnˈma paɾtiˈsi]; AKP) je politična stranka v Turčiji, ki se sama opisuje kot konservativno-demokratska. Skupaj z Republikansko ljudsko stranko (CHP) je ena od dveh glavnih strank sodobne Turčije.
Od kongresa stranke leta 2017 je predsednik AKP Recep Tayyip Erdoğan. AKP je največja stranka v veliki narodni skupščini, turškem nacionalnem zakonodajnem organu, z 285 od 600 sedežev, in je na turških parlamentarnih volitvah leta 2018 osvojila 42,6 % glasov. S Stranko nacionalističnega gibanja (MHP) tvori Ljudsko zavezništvo. Trenutni vodja poslanske skupine AKP je İsmet Yılmaz.
Stranka, ki so jo leta 2001 ustanovili člani številnih strank, kot so FP, ANAP in DYP, ima v Turčiji močno podporo med ljudmi konservativne tradicije, čeprav stranka odločno zanika, da bi bila islamistična. Stranka se je pozicionirala kot podpornica liberalnega tržnega gospodarstva in članstva Turčije v Evropski uniji. Glavna barva stranke je oranžna. Njene druge barve vključujejo belo za logotip, modro za zastavo in oranžno-belo-modro-rdečo za korporativno oblikovanje.
AKP je edina stranka v Turčiji, ki je pomembno prisotna v vseh provincah Turčije. Od začetka turške večstrankarske demokracije leta 1946 je AKP edina stranka, ki je zmagala na šestih zaporednih parlamentarnih volitvah.  AKP je vodila nacionalno vlado od leta 2002 pod Abdullahom Gülom (2002–2003), Recepom Tayyipom Erdoğanom (2003–2014), Ahmetom Davutoğlujem (2014–2016), Binalijem Yıldırımom (2016–2018) in Recepom Tayyipom Erdoğanom (2018–danes). Vladavino AKP so zaznamovali vse večji avtoritarizem, ekspanzionizem, cenzura in prepovedi strank ali nestrinjanja.    
Stranka je bila med letoma 2005 in 2013 opazovalka v Evropski ljudski stranki. Po razočaranju, ker v EPP ni prejela polnopravnega članstva, je bila stranka od leta 2013 do leta 2018 članica Zavezništva konservativcev in reformistov v Evropi (ACRE).

### Nastanek
AKP sta leta 2001 ustanovili široka paleta politikov različnih političnih strank in vrsta novih politikov. Jedro stranke je bilo oblikovano iz reformistične frakcije islamistične Stranke vrlin, vključno z ljudmi, kot sta Abdullah Gül in Bülent Arınç, drugo ustanovno skupino pa so sestavljali člani socialno-konservativne Domovinske stranke, ki so bili blizu Turgutu Özalu, npr. Cemil Çiçek in Abdülkadir Aksu. AKP so se pridružili tudi nekateri člani Stranke prave poti, kot sta Hüseyin Çelik in Köksal Toptan. Nekateri člani, tako na primer Kürşad Tüzmen, so imeli nacionalistično, drugi, na primer Ertuğrul Günay, pa levosredinsko ozadje, medtem ko so bili predstavniki nastajajoče »muslimanske levice« večinoma izključeni. Poleg tega so se številni člani, na primer Ali Babacan, Nimet Baş, Egemen Bağış in Mevlüt Çavuşoğlu, prvič pridružili politični stranki.

### Primeri zaprtja
V turški politiki od leta 2002 prevladujejo polemike o tem, ali stranka ostaja zavezana sekularnim načelom, zapisanim v turški ustavi. Turška ustava je državo določila kot sekularno državo in prepoveduje vse politične stranke, ki promovirajo islamizem ali šeriatsko pravo.
Od prihoda na oblast je stranka uvedla strožje predpise o splavu in višje davke na uživanje alkohola, kar je povzročilo obtožbe, da prikrito spodkopava turški sekularizem. Nekateri aktivisti, komentatorji, nasprotniki in vladni uradniki so stranko obtožili islamizma. Stranka za pravičnost in razvoj se je v letih 2002 in 2008 soočila z dvema »primeroma zaprtja« (poskusoma uradne prepovedi stranke, običajno zaradi islamističnih praks).
Le 10 dni pred državnimi volitvami leta 2002 je glavni turški tožilec Sabih Kanadoğlu od turškega ustavnega sodišča zahteval, da Stranko za pravičnost in razvoj, ki je takrat vodila v anketah, zapre. Glavni tožilec je Stranko za pravičnost in razvoj obtožil zlorabe zakonodaje in prava. Svoj primer je utemeljil s tem, da je bil vodja stranke zaradi branja islamistične pesmi izključen iz političnega življenja, zato stranka ni imela nobenega nastopa na volitvah. Evropska komisija je pred tem kritizirala Turčijo, ker je vodji stranke prepovedala udeležbo na volitvah.
Stranka se je leta 2008 znova soočila s sojenjem o zaprtju, ki ga je povzročila ukinitev dolgoletne univerzitetne prepovedi nošenja naglavnih rut. Na mednarodni tiskovni konferenci v Španiji je Erdoğan na vprašanje novinarja odgovoril z besedami: »Pa kaj, če je naglavna ruta simbol? Tudi če bi bila politični simbol, ali to daje pravico, da ga prepovemo? Bi lahko prepovedali simbole?« Te izjave so privedle do skupnega predloga Stranke za pravičnost in razvoj ter skrajno desne Stranke nacionalističnega gibanja za spremembo ustave in zakona za odpravo prepovedi nošenja naglavnih rut za ženske na državnih univerzah. Kmalu zatem je glavni turški tožilec Abdurrahman Yalçınkaya od turškega ustavnega sodišča zahteval, da zapre stranko zaradi obtožb o kršitvi ločitve vere in države v Turčiji. Predlogu za zaprtje je zmanjkal le en glas, saj se je le 6 od 11 sodnikov odločilo zanj, potrebnih pa bi jih bilo 7; vendar se je 10 od 11 sodnikov strinjalo, da je Stranka za pravičnost in razvoj postala »središče protisekularnih dejavnosti«, zaradi česar je izgubila 50 % državnega financiranja.

### Volitve
Stranka je zmagala na večini na šestih zadnjih zakonodajnih volitev, in sicer v letih 2002, 2007, 2011, junija 2015, novembra 2015 in 2018. Stranka je imela večino sedežev 13 let, vendar jih je junija 2015 izgubila, jih znova dobila na predčasnih volitvah novembra 2015, nato pa jih leta 2018 znova izgubila. Njen pretekli volilni uspeh odraža troje lokalnih volitev, ki so potekale od ustanovitve stranke, in sicer v letih 2004, 2009 in 2014. Vendar je stranka na lokalnih volitvah leta 2019 izgubila večino največjih turških mest, vključno s Carigradom in Ankaro, kar so pripisali turški gospodarski krizi, obtožbam avtoritarizma in domnevnemu neukrepanju vlade glede sirske begunske krize. 

#### Ustavni referendum 2010
Reforma ustave je bila ena glavnih obljub AKP med volilno kampanjo leta 2007. Glavna opozicijska stranka CHP ni bila zainteresirana za spreminjanje ustave v velikem obsegu, zato ni bilo mogoče oblikovati ustavne komisije (Anayasa Uzlaşma Komisyonu). Spremembe niso imele dvotretjinske večine, ki je potrebna, da bi takoj postale zakon, vendar so zagotovile 336 glasov v 550-članskem parlamentu – dovolj za njihovo predlaganje na referendum. Sveženj reform je vključeval številna vprašanja, kot so pravica posameznikov do pritožbe na najvišje sodišče, ustanovitev urada varuha človekovih pravic, možnost pogajanja o pogodbi o zaposlitvi za celotno državo, pozitivne izjeme za državljanke, pristojnost civilnega sodišča za sojenje pripadnikom vojske, pravica javnih uslužbencev do stavke, zakon o zasebnosti in struktura ustavnega sodišča. Referendum je bil sprejet z 58-odstotno večino.

## Ideologija in politika
Čeprav je stranka v nekaterih medijih označena kot islamistična stranka, predstavniki stranke te trditve zavračajo. Po besedah nekdanjega ministra Hüseyina Çelika: »V zahodnem tisku se pri poimenovanju administracije AKP – vladajoče stranke Turške republike – ta stranka večinoma opisuje kot 'islamska', 'islamistična', 'blago islamistična', 'islamsko usmerjena', 'na islamu temelječa' ali 'z islamsko agendo' in podobnim jezikom. Tako označevanje ne izraža resnice in nas žalosti.« Çelik je dodal: »AKP je konservativna demokratična stranka. Konzervativizem AKP je omejen na moralna in družbena vprašanja.« Tudi v ločenem govoru leta 2005 je premier Recep Tayyip Erdoğan dejal: »Nismo islamska stranka in zavračamo oznake, kot je 'muslimansko-demokratska'.« Erdoğan je nadaljeval, da je program AKP omejen na »konservativno demokracijo«.
Po drugi strani pa je vsaj en opazovalec (Mustafa Akyol) dejal, da je bilo pod vlado AKP Recepa Tayyipa Erdoğana od leta 2007 zaprtih »na stotine sekularističnih uradnikov in njihovih civilnih zaveznikov«, do leta 2012 pa je bila »stara sekularistična garda« na oblastnih položajih zamenjana s člani/podporniki AKP in islamskega Gülenovega gibanja. 25. aprila 2016 je predsednik turškega parlamenta İsmail Kahraman na konferenci islamskih učenjakov in pisateljev v Istanbulu dejal, da »sekularizem ne bi imel mesta v novi ustavi«, saj je Turčija »muslimanska država in bi zato morali imeti versko ustavo«. (Ena od dolžnosti predsednika parlamenta je pisanje novega osnutka ustave za Turčijo.)
V zadnjih letih se je ideologija stranke bolj usmerila k turškemu nacionalizmu,  zaradi česar so liberalci, kot je Ali Babacan, in nekateri konservativci, kot sta Ahmet Davutoğlu in Abdullah Gül, zapustili stranko. Več piscev je od leta 2007 stranko označilo tudi za desno populistično. 
Zunanja politika stranke je bila tudi na splošno opisana kot neosmanistična, ideologija, ki spodbuja prenovljeno turško politično angažiranje na nekdanjih ozemljih njene predhodne države, Osmanskega cesarstva. Toda vodstvo stranke je zavrnilo tudi to oznako. Odnosi stranke z Muslimansko bratovščino so pripeljali do obtožb o islamizmu. 
AKP je naklonjena močnemu centraliziranemu vodstvu, saj se že dolgo zavzema za predsedniški sistem vladanja in je leta 2013 znatno zmanjšala število izvoljenih položajev v lokalni vladi.
Stranka je bila med letoma 2005 in 2013 opazovalka v desnosredinski Evropski ljudski stranki in od leta 2013  do 2018 članica evroskeptične zveze konservativcev in reformistov v Evropi (ACRE).

### Evropska pripadnost
Novembra 2013 je stranka zapustila EPP in se namesto tega pridružila Zavezništvu evropskih konservativcev in reformistov (zdaj Evropska stranka konservativcev in reformistov). To potezo so pripisali razočaranju AKP, ker ji ni bilo podeljeno polnopravno članstvo v EPP, medtem ko je bila sprejeta kot polnopravna članica AECR. Požela je kritike v nacionalnih in evropskih razpravah, saj se je gonilna sila turških prizadevanj, da bi postala članica Evropske unije, odločila, da se pridruži večinoma evroskeptičnemu zavezništvu, pri čemer je opustila vplivnejšo proevropsko EPP, kar je okrepilo sume, da se AKP želi pridružiti razvodeneli, ne tesno povezani EU. AKP se je leta 2018 umaknila iz AECR.

### Zakonodaja in stališča
Od leta 2002 do 2011 je stranka sprejela vrsto reform za povečanje dostopnosti do zdravstvene oskrbe in stanovanj, razdeljevanje subvencij za hrano, povečanje financiranja za študente, izboljšanje infrastrukture v revnejših okrožjih ter izboljšanje pravic za verske in etnične manjšine. AKP prav tako priznavajo prizadevanja za premagovanje gospodarske krize leta 2001 v Turčiji z upoštevanjem smernic Mednarodnega denarnega sklada kot tudi za uspešno premagovanje finančne krize leta 2008. Od leta 2002 do 2011 je turško gospodarstvo zaradi nižje inflacije in obrestnih mer raslo v povprečju za 7,5 odstotka letno. Vlada pod AKP je podprla tudi obsežne programe privatizacije. Povprečni dohodek v Turčiji se je povečal z 2800 ameriških dolarjev leta 2001 na okoli 10.000 ameriških dolarjev leta 2011, kar je več kot dohodek v nekaterih novih državah članicah EU. Druge reforme so vključevale večjo civilno zastopanost od vojaške na področjih nacionalne varnosti, izobraževanja in medijev ter dodelitev radiodifuzije in večjih kulturnih pravic Kurdom. Kar zadeva Ciper, je AKP podpirala združitev Cipra, čemur je močno nasprotovala turška vojska. Druge reforme AKP so vključevale odpravo prepovedi verskega in konservativnega oblačenja, kot so naglavne rute, na univerzah in v javnih ustanovah. AKP je končala tudi diskriminacijo dijakov verskih srednjih šol, ki so morali prej na področjih izobraževanja in ob vstopu na univerze izpolnjevati dodatna merila. AKP priznavajo tudi za to, da je turško vojsko postavila pod civilno vladavino, kar je sprememba paradigme za državo, ki je bila skoraj stoletje deležna stalnega vojaškega vmešavanja.
Leta 2013 so po vsej državi izbruhnili protesti proti domnevni avtoritarnosti AKP, pri čemer sta trdemu odziv stranke sledila obsodba Zahoda in zaustavitev pogajanj o pristopu k EU, ki jih je nekoč zagovarjala stranka. Poleg domnevnih poskusov spodbujanja islamizma nekateri stranko obtožujejo omejevanja nekaterih državljanskih svoboščin in uporabe interneta v Turčiji, saj je marca 2014 začasno blokirala dostop do Twitterja in YouTuba. Zlasti po korupcijskem škandalu v vladi, v katerega je bilo vpletenih več ministrov AKP leta 2013, je bila stranka vedno bolj obtožena pajdaškega kapitalizma. AKP je naklonjena močnemu centraliziranemu vodstvu, saj se že dolgo zavzema za predsedniški sistem vladanja in je leta 2013 znatno zmanjšala število izvoljenih položajev v lokalni vladi.

## Kritika
Kritiki obtožujejo AKP, da ima kljub javnemu podpiranju sekularizma »skrito agendo«, stranka pa ohranja neformalne odnose in podporo Muslimanski bratovščini. Tako notranja kot zunanja politika stranke je bila zaznana kot panislamistična ali neoosmanska, zagovarjala je namreč oživitev osmanske kulture, pogosto na račun sekularnih republikanskih načel, hkrati pa povečevala regionalno prisotnost na nekdanjih osmanskih ozemljih. 
AKP je bila kritizirana zaradi podpore obsežne čistke tisočev akademikov po neuspelem poskusu državnega udara leta 2016. Dijaki osnovnih, nižjih srednjih in srednjih šol so bili prisiljeni prvi šolski dan po spodletelem državnem udaru preživeti ob gledanju videoposnetkov o »zmagi demokracije« nad zarotniki in poslušanju govorov, ki so civilni protiudar, ki je prekinil prevzem, primerjali z zgodovinskimi osmanskimi zmagami pred 1000 leti. Organizirane so bile kampanje za izpustitev visokošolskega osebja in umik obtožb zoper njih zaradi mirnega uveljavljanja akademske svobode. 
Nadaljuje se zapiranje političnih aktivistov, predsednik Amnesty Turčija pa je bil zaprt zaradi nasprotovanja AKP na podlagi izmišljenih »obtožb o terorizmu«. Te obtožbe so naletele na obsodbo številnih zahodnih držav, tudi zunanjega ministrstva ZDA, EU ter mednarodnih in domačih organizacij za človekove pravice.
Stranko so kritizirale tudi turške in mednarodne skupine za pravice LGBT, vključno z osrednjo turško pro-LGBT organizacijo KAOS GL, zaradi homofobnih izjav nekaterih politikov AKP in domnevno represivnega ozračja za pravice LGBT v Turčiji pod AKP. Leta 2002 je Erdoğan dejal, da morajo biti »homoseksualci pravno zaščiteni v okviru svojih pravic in svoboščin.«  Vendar so komentatorji trdili, da je AKP od prihoda na oblast zavzela vedno bolj trdo stališče do vprašanj LGBT, kar je bilo različno označeno kot del splošnega trenda k avtoritarnosti pod AKP ali kot motivirano z islamskimi in militantnimi nacionalističnimi čustvi v stranki. Leta 2017 je Erdoğan izjavil, da je načelo pravic LGBT »v nasprotju z vrednotami našega naroda«, leta 2020 pa je podprl kontroverzne protigejevske izjave muslimanskega učenjaka Alija Erbaşa, ki so jih nekateri turški odvetniki in skupine za človekove pravice obsodili. Leta 2021 je namestnik predsednika AKP in notranji minister Suleyman Soylu razglasil LGBT osebe za »perverzneže«. Turška strokovnjaka za ustavno pravo Sule Ozsoy Boyunsuz in Serkan Koybasi sta javne izjave politikov AKP o LGBT-osebah označila za sovražni govor in v nasprotju z načelom turške politike sekularizma. Politologinja Mine Eder je dejala, da je Turčija pod Erdoğanom doživela nazadovanje glede sprejemanja in podpore vlade proti diskriminaciji homoseksualcev. 